# Hanseniaspora pseudoguilliermondii
Hanseniaspora pseudoguilliermondii är en svampart som beskrevs av Cadez, Raspor & M.T. Sm. 2006. Hanseniaspora pseudoguilliermondii ingår i släktet Hanseniaspora och familjen Saccharomycodaceae.   Inga underarter finns listade i Catalogue of Life.